# Penarun (Bathin Viii)
Penarun is een bestuurslaag in het regentschap Sarolangun van de provincie Jambi, Indonesië. Penarun telt 736 inwoners (volkstelling 2010).